# Ruine Ravensburg (Bergenweiler)
Die Ruine Ravensburg ist eine abgegangene Burg südlich der Einmündung der Hürbe in die Brenz zwischen Hermaringen und Bergenweiler, einem Ortsteil der Gemeinde Sontheim an der Brenz, im Landkreis Heidenheim in Baden-Württemberg.
Von der ehemaligen Burganlage, angeblich „Ravensburg“ genannt, sind nur noch geringe Wall- und Grabenreste erhalten.